# Bảo tàng Neues
Neues Museum (tiếng Đức có nghĩa: Bảo tàng Mới) là một bảo tàng tại Berlin, Đức, nằm ở phía bắc của Bảo tàng Altes (Bảo tàng Cũ), thuộc khu vực Đảo Bảo Tàng.
Neues Museum được xây dựng lần đầu vào năm 1843 và hoàn thành năm 1855, theo bản thiết kế của kiến trúc sư Friedrich August Stüler. Vào đầu Thế chiến thứ hai, năm 1939, Neues Museum phải đóng cửa do hư hại trong những cuộc oanh tạc của Không quân Anh. Tháng 10 năm 2009, bảo tàng được mở cửa trở lại sau khi đã được kiến trúc sư người Anh David Chipperfield trùng tu. Neues Museum hiện nay trưng bày nhiều hiện vật về Ai Cập cổ đại và thời tiền sử.

## Hình ảnh
Các phòng triển lãm trong Bảo tàng:

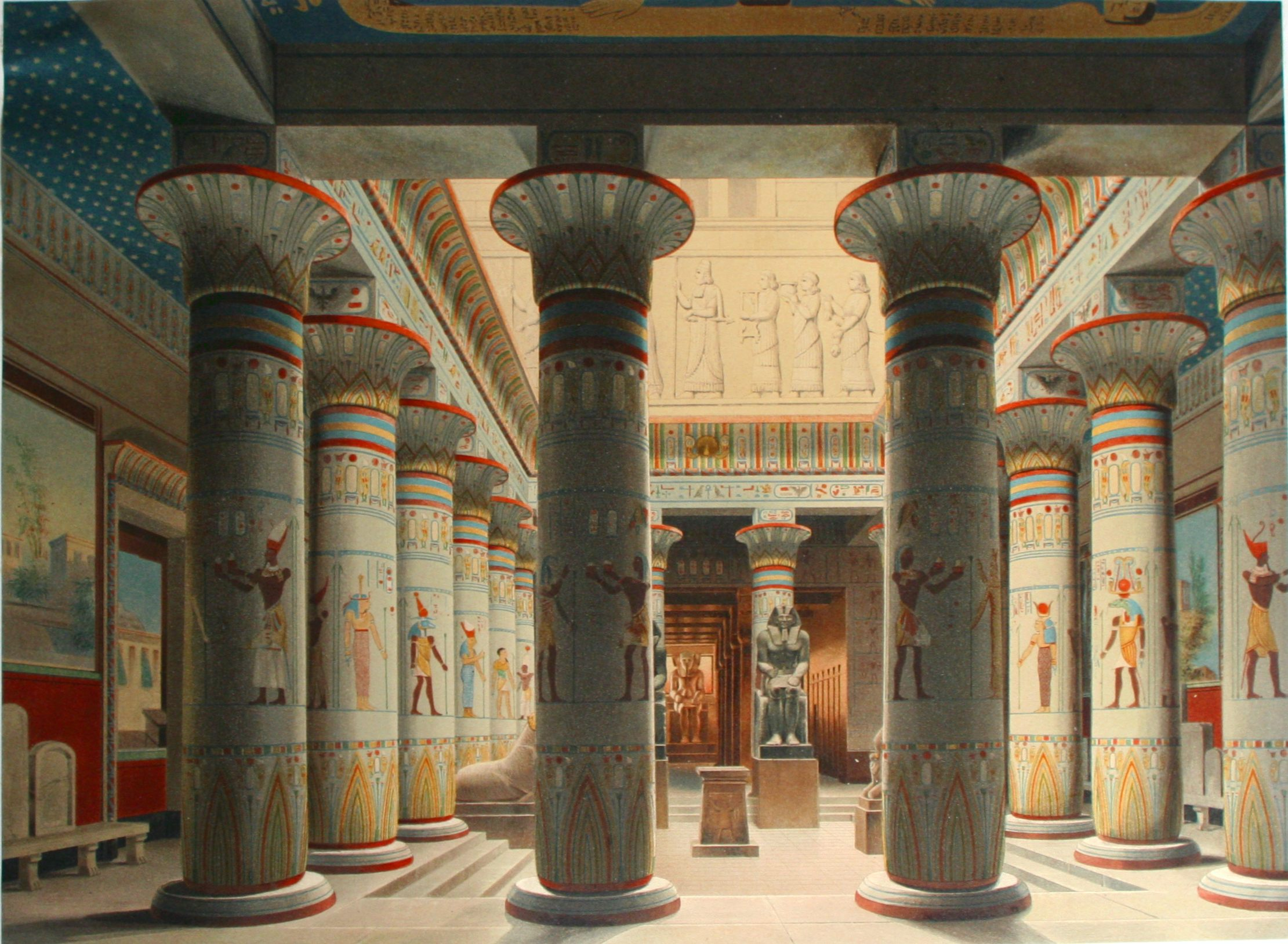
Khu Ai Cập
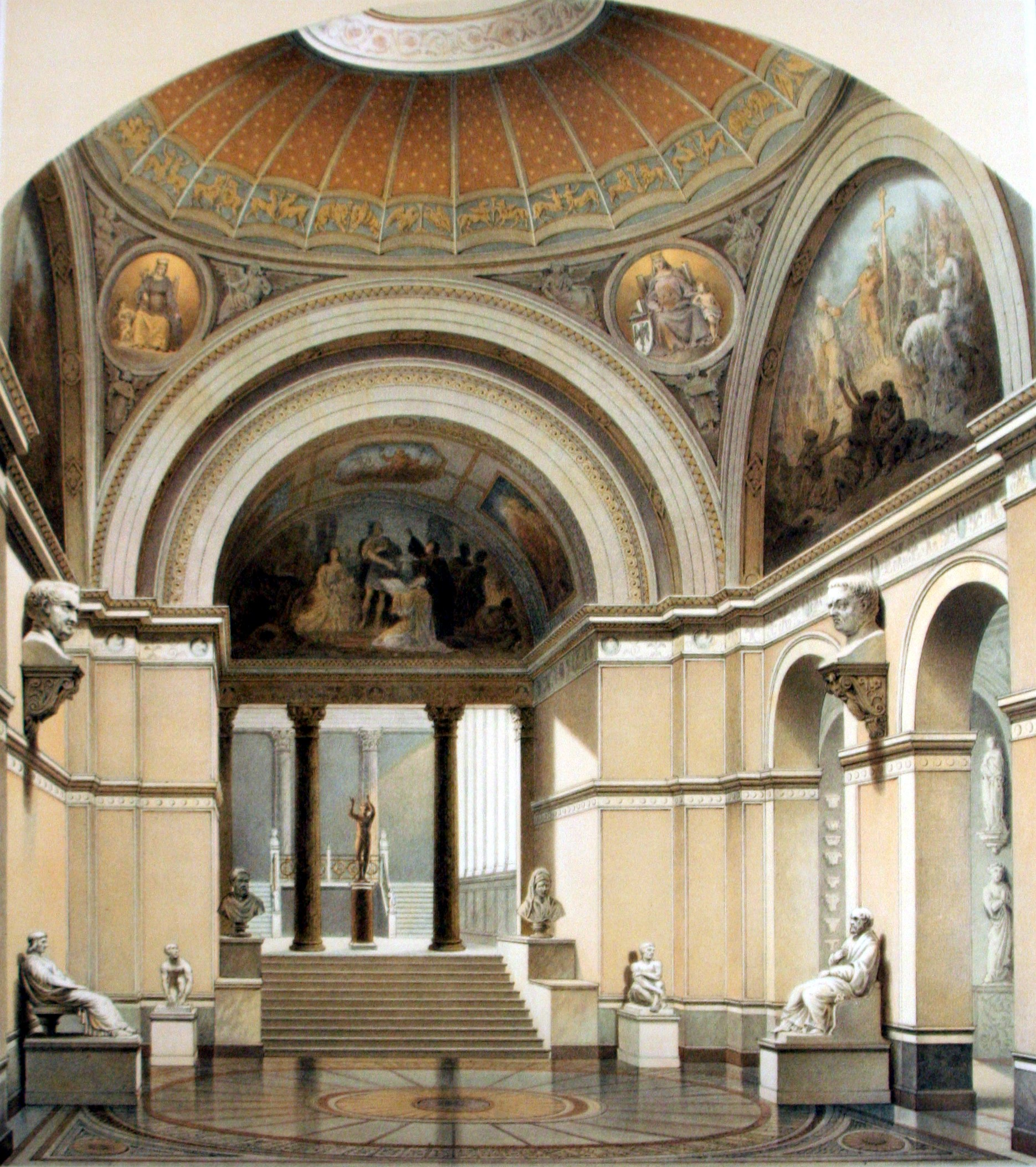
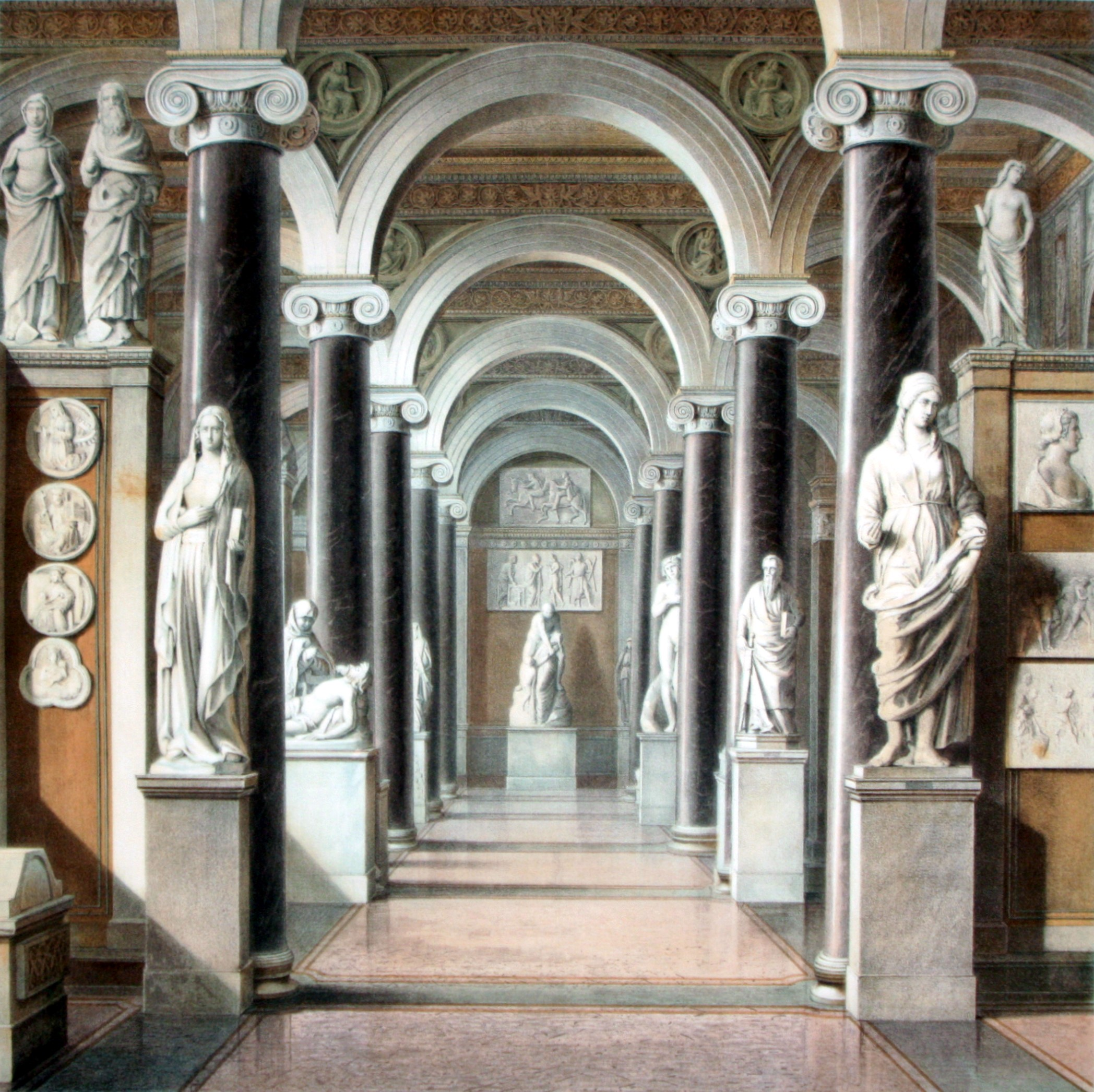
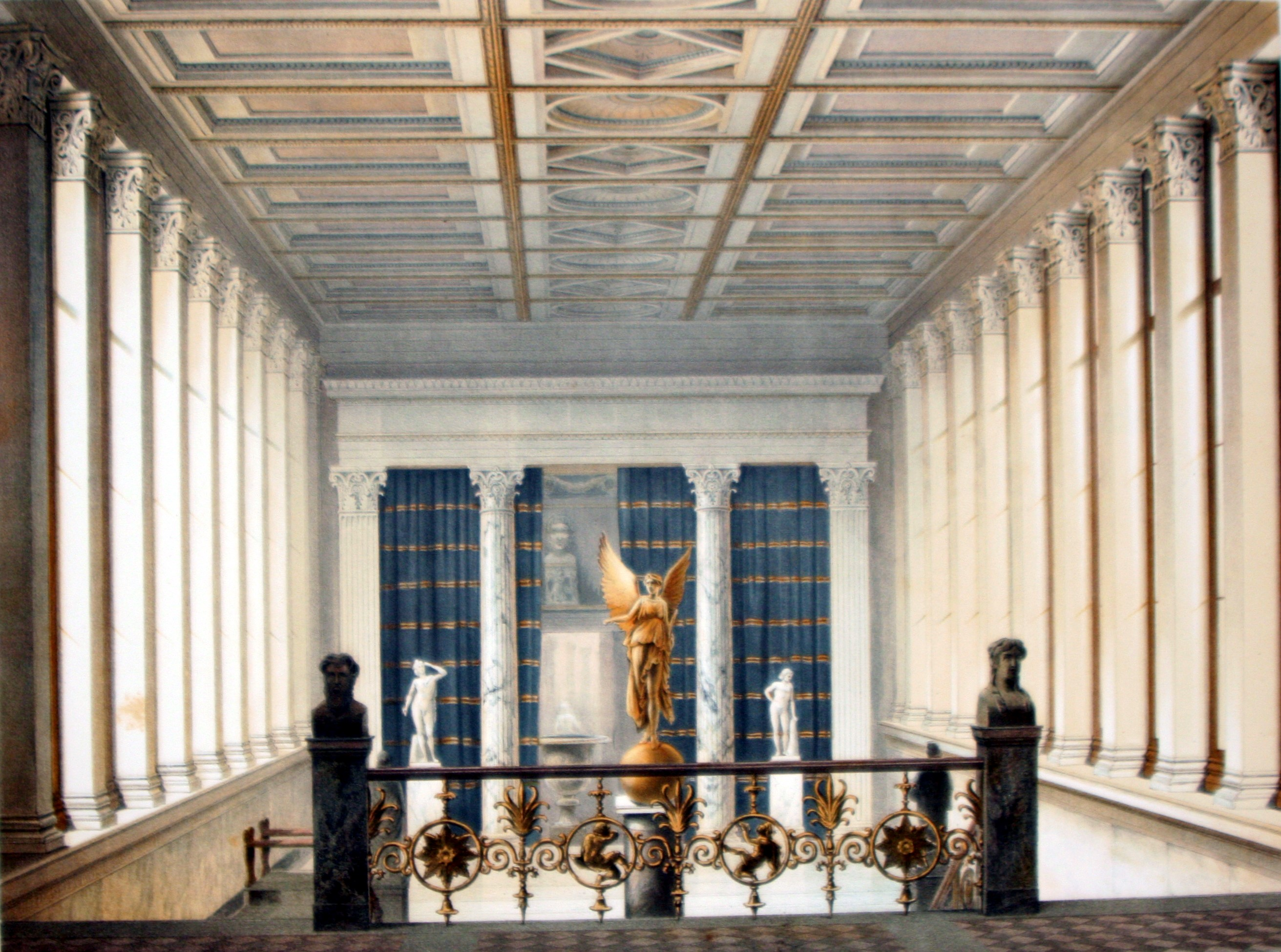
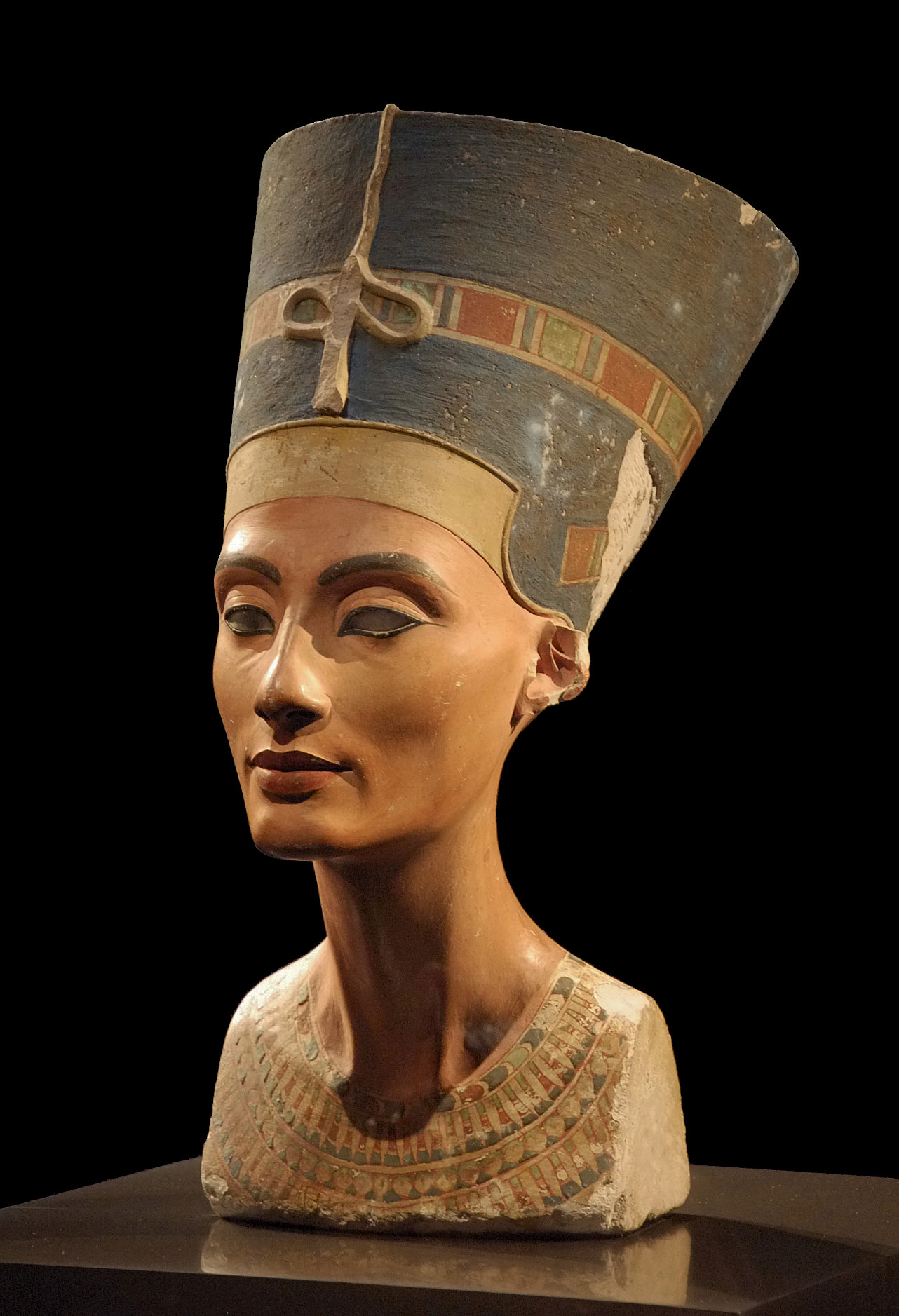
Tượng bán thân Nefertiti